# Nadine Hildebrand
Nadine Hildebrand (née le 20 septembre 1987 à Stuttgart) est une athlète allemande, spécialiste du 100 mètres haies.

## Biographie

### Palmarès
| Date | Compétition                       | Lieu      | Résultat | Épreuve     | Performance |
| ---- | --------------------------------- | --------- | -------- | ----------- | ----------- |
| 2005 | Championnats d'Europe juniors     | Kaunas    | 6e       | 100 m haies | 13 s 88     |
| 2009 | Championnats d'Europe en salle    | Turin     | 6e       | 60 m haies  | 8 s 16      |
| 2010 | Championnats d'Europe             | Barcelone | 8e       | 100 m haies | 13 s 08     |
| 2014 | Championnats du monde en salle    | Sopot     | 7e       | 60 m haies  | 8 s 02      |
| 2014 | Championnats d'Europe par équipes | Brunswick | 2e       | 100 m haies | 12 s 80     |

### Records
| Épreuve     | Performance | Lieu      | Date             |
| ----------- | ----------- | --------- | ---------------- |
| 60 m haies  | 7 s 91      | Karlsruhe | 1er février 2014 |
| 100 m haies | 12 s 64     | Mannheim  | 29 juillet 2016  |